# Karl Kaempff

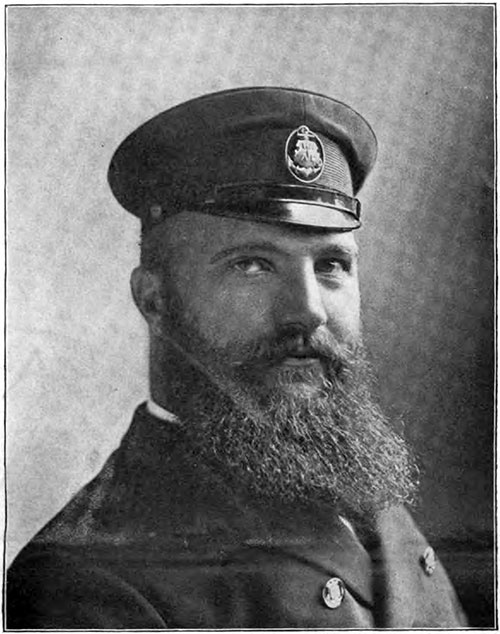
Karl Kaempff (1898)

Karl Kaempff, vollständig Carl Johann Siegfried Kaempff (* 3. Januar 1855 in Teterow; † 13. Dezember 1930 in Rostock), war ein deutscher Kapitän.

## Leben
Karl Kaempff war ein Sohn des Teterower Stadtmusicus Johann Julius Kaempfe († 1866) und dessen Frau Hanna Lisette Friederica, geb. Peters. Im Alter von 14 Jahren ging er zur See. Seine erste Reise als Seemann führte ihn auf der Rostocker Brigg Bagatal nach Russland, Schweden und Dänemark. Weitere Reisen brachten ihn nach Indochina, Australien und China. 1874 bestand er die Steuermannsprüfung in Hamburg und fuhr anschließend auf der Bark Frederick nach Liberia. 1880 erhielt er sein Befähigungszeugnis als Kapitän auf Großer Fahrt. Im Jahr zuvor war er in den Dienst der HAPAG getreten. Er fuhr zunächst als 4. Offizier auf der Gellert, die die HAPAG 1875 von der Adler-Linie übernommen hatte. 1881 rettete er in Saint Thomas einer ins Wasser gefallenen Baroness du Mense das Leben.
1886 erhielt er das Kommando über die Albingia, die im Liniendienst zu den Westindischen Inseln eingesetzt wurde. Danach befehligte er als Kapitän die im Nordatlantikdienst eingesetzten Dampfer Silesia, Wieland, Thuringia, Rugia, Gellert und ab Mitte der 1890er Jahre die Augusta Victoria.

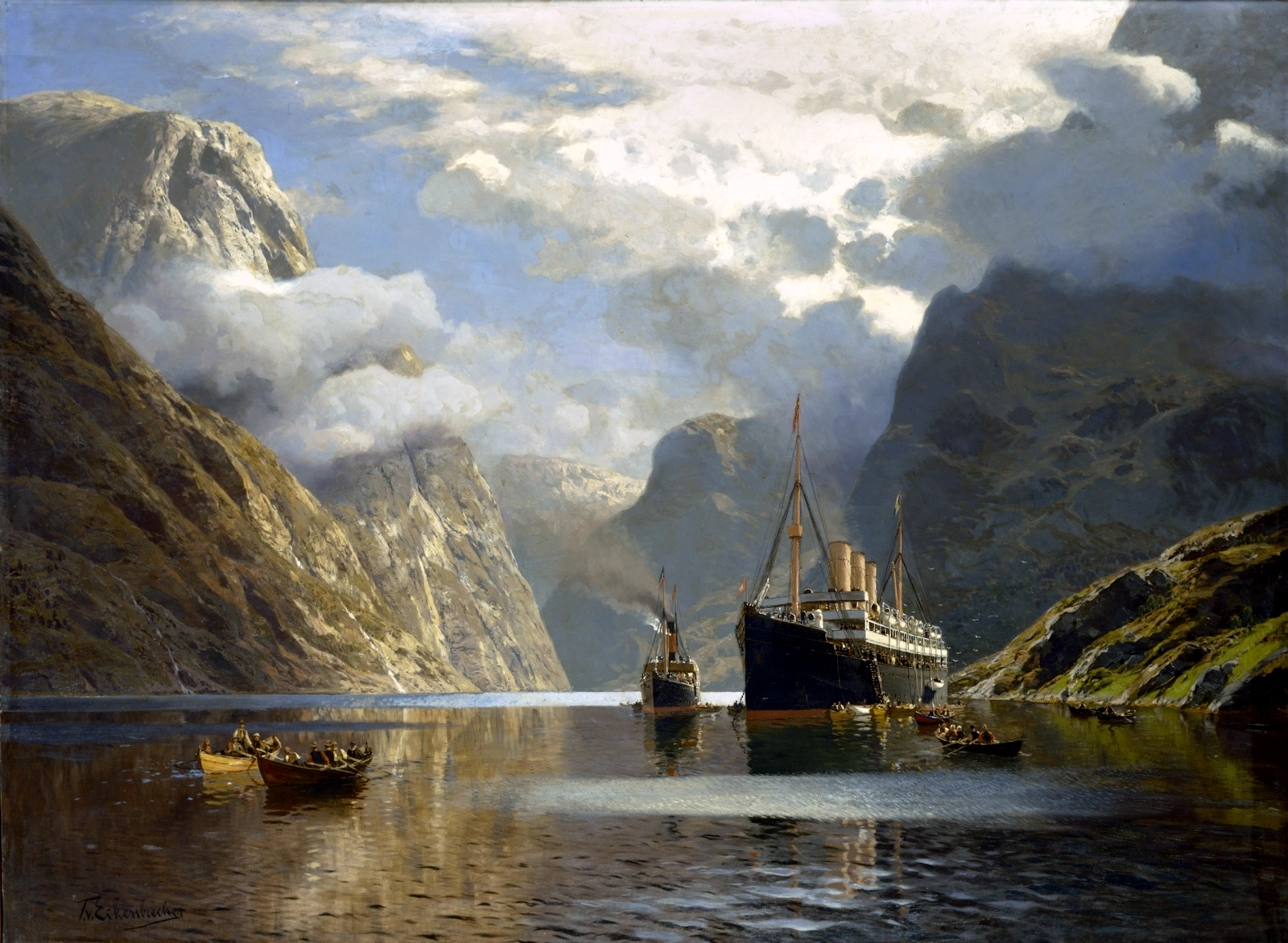
Die Augusta Victoria im Nærøyfjord, Gemälde von Themistokles von Eckenbrecher (1900)

Neben dem Liniendienst von Hamburg nach New York City unternahm die Augusta Victoria die ersten rein touristischen Kreuzfahrten („Vergnügungsreisen“), im Sommer Nordlandreisen nach Norwegen und im Winter Orientreisen ins Mittelmeer. Zu den Höhepunkten der Nordlandreisen bis nach Spitzbergen gehörten Begegnungen mit der kaiserlichen Yacht Hohenzollern, so 1901 im Sognefjord bei Lærdalsøyri. Kaiser Wilhelm II. besichtigte die Augusta Victoria und sprach Kaempff seine Anerkennung für das Manövrieren im engen Fjord aus. 1899 wurde bei einer solchen Begegnung John Wanamaker als prominentester Passagier dem Kaiser vorgestellt. Die Winterkreuzfahrten führten von New York ins Mittelmeer bis nach Alexandria. 1905 übernahm Kaempff auf besonderen Wunsch des Kaisers das Kommando über die Hamburg, als sie diesem ab dem 23. März 1905 für eine Mittelmeerreise ab Hamburg als Staatsyacht für Staatsbesuche diente.

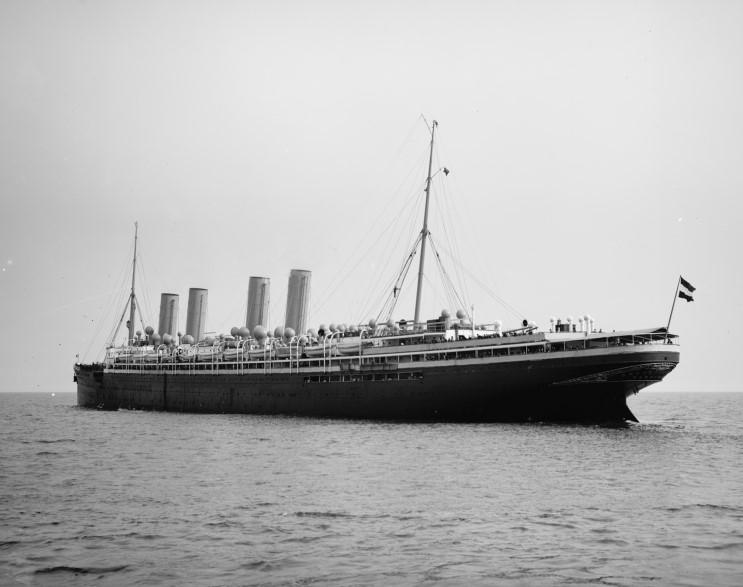
Die Deutschland 1903 vor New York

Nach der Auguste Victoria erhielt Kaempff 1901 das Kommando über den Neubau Deutschland. Mit diesem Schiff errang er das Blaue Band, hatte aber auch mit schweren Vibrationsproblemen zu kämpfen. Das bei hohen Fahrstufen einsetzende Vibrieren der Maschinenanlage bewirkte, dass das Ruder am 22. April 1902 auf der Rückfahrt von New York nach Hamburg verloren ging und der aus Gusseisen gefertigte Achtersteven brach. Das Schiff konnte aus eigener Kraft Hamburg erreichen, lag aber während der gesamten Sommersaison zur Reparatur bei Blohm & Voss. Nach der Überholung konnte das Schiff am 8. September 1903 das Blaue Band für die schnellste Fahrt nach Westen vom Schnellpostdampfer Kronprinz Wilhelm der Konkurrenz Norddeutscher Lloyd zurückerobern. Diesen Titel behielt die Deutschland bis zum Oktober 1907, als ihn die Lusitania übernahm. Kurz vorher feierte Kaempff seine 175. Überfahrt. Er galt zu dieser Zeit, so die New York Times, als der berühmteste Skipper auf der Nordatlantikroute.
Zum 1. Januar 1910 ging Kaempff in den Ruhestand. Bis dahin hatte er 189 Rundreisen über den Atlantik gemacht. Er blieb langjähriger Beisitzer beim Hamburger Seeamt und war ab 1913 auch Beisitzer des Kaiserlichen Oberseeamts in Berlin.
Im Ruhestand lebte Kaempff, der unverheiratet blieb, in Rostock. 1912 spendete er eine hohe Summe zum Bau des Hechtbrunnens in seiner Heimatstadt Teterow. Er starb in Rostock im Alter von 75 Jahren an einer Blasenentzündung und wurde in Teterow beigesetzt.

## Ehrungen
- Roter Adlerorden, 4. Klasse mit der Krone[10]
- Königlicher Kronen-Orden (Preußen), 3. Klasse
- Hausorden der Wendischen Krone, Ritterkreuz (13. Dezember 1909)[11]
- Bolivar-Medaille, Venezuela (1881)
- Große goldene Medaille für Rettung aus Seenot
- Empfang durch Präsident Theodore Roosevelt im Weißen Haus am 28. Dezember 1904 aus Anlass der 150. Atlantik-Überquerung[12]

Im Laufe seiner Karriere erhielt Kaempff mehrfach Ehrengeschenke seiner wohlhabenden Passagiere. Dazu zählten:
- ein Glaskrug, „der auf einem massiv silbernen, mit Glaskrystallen durchsetzten Unterbau aufsitzt“, geschenkt von den Passagieren der Nordlandreise 1901[4]
- ein in Silber getriebenes Schreibzeug, überreicht im Dezember 1904 von den Passagieren der Deutschland zur 150. Atlantik-Überquerung[13]
- eine monumentale Schiffsuhr von Tiffany & Co., überreicht am 2. Januar 1905 von ehemaligen Passagieren bei einem Abendessen im New Yorker Astor House zur Feier der 150. Atlantik-Überquerung[14]

Über ihren Verbleib ist nichts bekannt.

## Erinnerung
In Teterow erinnert der Kapitän-Kaempff-Weg an Karl Kaempff. Auf dem Teterower See wird jährlich eine Kutter-Regatta um den Kapitän-Kaempff-Pokal ausgetragen.